# Philip Perlman

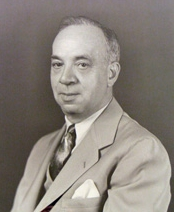
Philip Perlman

Philip Benjamin Perlman (* 5. März 1890 in Baltimore, Maryland; † 31. Juli 1960 in Washington, D.C.) war ein US-amerikanischer Politiker (Demokratische Partei), Jurist und Solicitor General of the United States.

## Biografie
Nach dem Besuch des Baltimore City College 1908 studierte der aus einer jüdischen Familie stammende Perlman zunächst an der Johns Hopkins University und anschließend die Rechtswissenschaften an der School of Law der University of Maryland, wo er 1912 den Abschluss machte. Bereits während seines Studiums war er als Journalist bei The Baltimore Evening Sun tätig und zunächst 1910 Reporter sowie dann zwischen 1913 und 1917 als Herausgeber des Lokalteils. 1911 erhielt er die Zulassung als Rechtsanwalt in Maryland.
1917 erfolgte seine Ernennung zum Assistenten des Attorney General von Maryland, ehe er danach zwischen 1920 und 1923 Staatssekretär (Secretary of State) und Finanzminister (State Treasurer) von Maryland war. Nach einer anschließenden Tätigkeit als Solicitor von Baltimore von 1923 bis 1926 war er als Rechtsanwalt tätig. Daneben engagierte er sich gesellschaftspolitisch als Vorstandsmitglied der Vereinigten Jüdischen Wohlfahrten (Associated Jewish Charities), des Baltimore Symphony Orchestra sowie als Kurator (Trustee) des Baltimore Museum of Art.
Nach dem Ende des Zweiten Weltkrieges wurde Philip Perlman im Juli 1947 von US-Präsident Harry S. Truman zum Solicitor General ernannt und übte dieses Amt bis August 1952 aus. In dieser Funktion verfügte er am 15. Februar 1951 die vorübergehende Aussetzung der Hinrichtungen von sieben Verurteilten des sogenannten Einsatzgruppen-Prozesses nach Intervention durch deren Rechtsbeistand Warren Magee in Washington.